# Gesa Bonath
Gesa Bonath (* 1935; † 1992) war eine deutsche Altgermanistin und Hochschullehrerin.

## Leben und Wirken
Gesa Bonath studierte Germanistik an der Universität Hamburg. 1968 promovierte sie dort mit einer Arbeit über die Überlieferung des Parzival, die als grundlegend für die weitere philologische Forschung zu diesem Text gilt, und ihre Doktorarbeit brachte ihr neben Kritik auch Lob ein:

„G. Bonaths ‘Untersuchungen zur Überlieferung des ‘Parzival’ Wolframs von Eschenbach’ legen auf jeder Seite Zeugnis ab vom großen Fleiß, von der Sachkenntnis und dem kombinatorischen Scharfsinn der Verfasserin.“

Danach wechselte sie an die Philipps-Universität Marburg, wo sie 1972 im Fach Ältere Deutsche Philologie habilitierte. Anschließend wurde sie Assistentin am Institut für Deutsche Sprache und Literaturwissenschaft an der Friedrich-Alexander-Universität Erlangen-Nürnberg (FAU). 1975 wurde sie nach einer Umhabilitierung wissenschaftliche Rätin und 1978 trat sie eine C3-Professur an. Damit gilt Gesa Bonath heute als Pionierin, da mit ihr bis 1989 nur 20 andere Frauen eine Professur an der FAU erhalten hatten.
Auf eigenen Wunsch wurde sie im Sommer 1992 in den Ruhestand versetzt. Sie starb im selben Jahr. Mit ihrem Tod endete ein Forschungsprojekt zur handschriftlichen Überlieferung des Parzival inklusive der Vorarbeiten für ein vollständiges Variantenverzeichnis. Die Ergebnisse wurden einem Schweizer Parzival-Projekt zur Verfügung gestellt und in der Dissertation Bonaths ehemaliger Assistentin Sabine Rolle aufgegriffen.

## Veröffentlichungen (Auswahl)
- Überlegungen zum ursprünglichen Versbestand des ‘Armen Heinrich’. In: Zeitschrift für deutsches Altertum und deutsche Literatur. Band 99, Nr. 3, 1970, S. 200–208, JSTOR:20655633.
- Untersuchungen zur Überlieferung des ‘Parzival’ Wolframs von Eschenbach (= Germanische Studien. Band 238). Lübeck 1970 (128 S., Dissertation, erschienen in 2 Bänden; 2. Band 1971, 324 S.).
- Zur Frage der Echtheit des Bognertons (Walther 78, 24–82, 10). In: Kurt Ruh und Werner Schröder (Hrsg.): Beiträge zur weltlichen und geistlichen Lyrik des 13. bis 15. Jahrhunderts. Würzburger Colloquium 1970. Berlin 1973, S. 9–39.
- mit Horst Brunner: Zu Johanns von Soest Bearbeitung des Romans „Die Kinder von Limburg“ (1480). In: Wolfgang Harms und Leslie Peter Johnson (Hrsg.): Deutsche Literatur des späten Mittelalters. Hamburger Colloquium 1973. Berlin 1975, S. 129–152.
- Nampetenis – Tristan der Zwerg. Zum Schluß von Eilharts ›Tristrant‹ und dem Tristan-Roman des Thomas. In: Dietmar Peschel (Hrsg.): Germanistik in Erlangen. 100 Jahre nach Gründung des Deutschen Seminars. Erlangen 1983, S. 41–60.
- Hermann Paul und Gesa Bonath (Hrsg.): Hartmann von Aue: Der arme Heinrich (= Altdeutsche Textbibliothek. Band 3). 15. Auflage. Tübingen 1984, doi:10.1515/9783111324203 (79 S.).
- Gesa Bonath (Hrsg.): Thomas d’Angleterre: Tristan (= Klassische Texte des romanischen Mittelalters in zweisprachigen Ausgaben. Band 2). München 1985 (Einleitung, textkritische Bearbeitung und Übersetzung).
- Nachtrag zu den Akrosticha in Gottfrieds ‘Tristan’. In: Zeitschrift für deutsches Altertum und deutsche Literatur. Band 115, Nr. 2, 1986, S. 101–116, JSTOR:20657704.
- mit Helmut Lomnitzer: Verzeichnis der Fragment-Überlieferung von Wolframs ›Parzival‹. In: Kurt Gärtner und Joachim Heinzle (Hrsg.): Studien zu Wolfram von Eschenbach. Festschrift für Werner Schröder zum 75. Geburtstag. Tübingen 1989, S. 87–149.